# Acmadenia faucitincta
Acmadenia faucitincta är en vinruteväxtart som beskrevs av I. Williams. Acmadenia faucitincta ingår i släktet Acmadenia och familjen vinruteväxter. Inga underarter finns listade i Catalogue of Life.